# Temple Hirst
Temple Hirst – wieś i civil parish w Anglii, w North Yorkshire, w dystrykcie (unitary authority) North Yorkshire. W 2011 civil parish liczyła 117 mieszkańców.